# Lusan
Lusan (ˈluːzan) ist der einwohnerreichste Stadtteil der Stadt Gera. Er liegt im Süden der Stadt zwischen Zeulsdorf und der Bundesstraße 92 und gliedert sich in die drei Gemeindeteile Lusan-Brüte, Lusan-Laune und Lusan-Zentrum.

## Geschichte

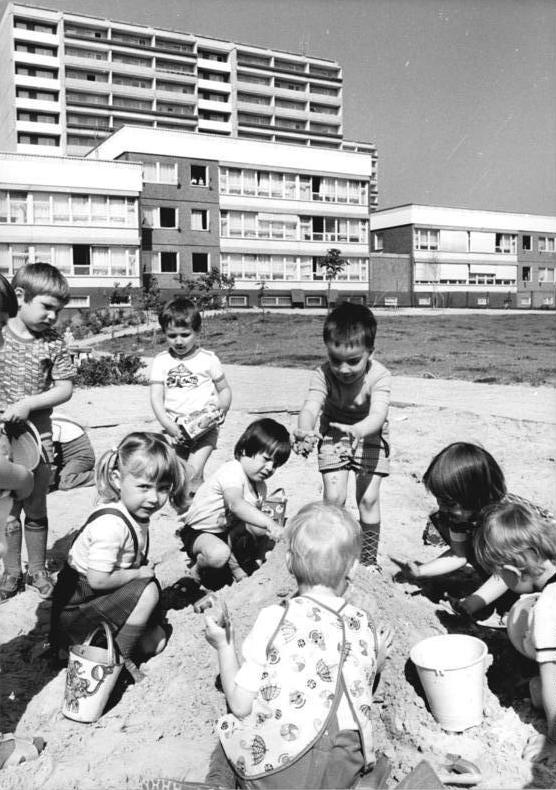
Kindergarten in der Werner-Petzold-Straße, 1982

Der Ort Lusan wurde 1248 erstmals urkundlich erwähnt. 1919 wurde das Dorf nach Gera eingemeindet. Aufgrund des auch für die 1970er und 1980er Jahre erwarteten Bevölkerungszuwachses in Gera sollte neuer Wohnraum geschaffen werden. So wurde angrenzend an das Dorf Lusan ab der Grundsteinlegung am 28. April 1972 ein neuer Stadtteil gleichen Namens errichtet. Die Planung des Aufbaus des Wohngebiets erfolgte unter der Leitung von Lothar Bortenreuter. Für die künstlerische Gestaltung wurde eine Konzeptionsgruppe gebildet, die Günter Kerzig leitete. Kunst am Bau wurde vor allem als großformatige Wandbilder an Plattenbauten und als Bildmosaike an Hauseingängen ausgeführt.
Ein Großteil des Neubaugebietes lag auf der Flur des benachbarten Stadtteils Zeulsdorf. Es entstanden 15'000 Wohnungen, vier Kaufhallen, und 28 Wohnhäuser hatten Erdgeschosse mit Geschäften, außerdem Schulen und Arztpraxen. Die Einwohner sollten kurze Wege zu allen Einrichtungen des täglichen Bedarfs haben.
1985 hatte Lusan ca. 45.000 Einwohner. Die steigende Einwohnerzahl machte eine Straßenbahnlinie notwendig, die seit 1977, zunächst bis zur Endhaltestelle Brüte, seit 1979 bis zur Endhaltestelle Lusan verkehrt, während der Hauptverkehrszeiten im Fünfminutentakt.
Die evangelische St.-Ursula-Kirche zählt zu den ältesten Bauwerken im heutigen Stadtgebiet, die katholische Hl.-Maximilian-Kolbe-Kirche wurde erst 1985 eingeweiht.

## Lusan heute
Trotz zurückgegangener Einwohnerzahl ist Lusan der bevölkerungsreichste Stadtteil von Gera. Im Dezember 2005 hatten hier 26.051 Bürger ihren Wohnsitz. Durch Sanierung, Modernisierung und den Abriss einzelner Gebäude wurde der Stadtteil den veränderten Bedingungen (Energieeinsparverordnung, Abnahme der Einwohnerzahl) angepasst. Jeder vierte Geraer lebt in Lusan; trotz alledem ist Lusan einer der Stadtteile mit dem höchsten Altersdurchschnitt. Um die Attraktivität des Viertels zu erhöhen, werden neben Wohngebäuden auch Schulen und Sportanlagen modernisiert.
Zahlreiche Grünflächen gehören zum Stadtbild. Ebenso gibt es Anlagen für Sport und Freizeit wie den Sportpark Lusan oder den Sportplatz Brüte. Derzeit verkehren in Lusan die Straßenbahnlinien 2 nach Bahnhof Zwötzen und 3 nach Bieblach Ost. Weiterhin gibt es die Buslinien 15 zum Gewerbepark Keplerstraße und 13 nach Schafpreskeln.

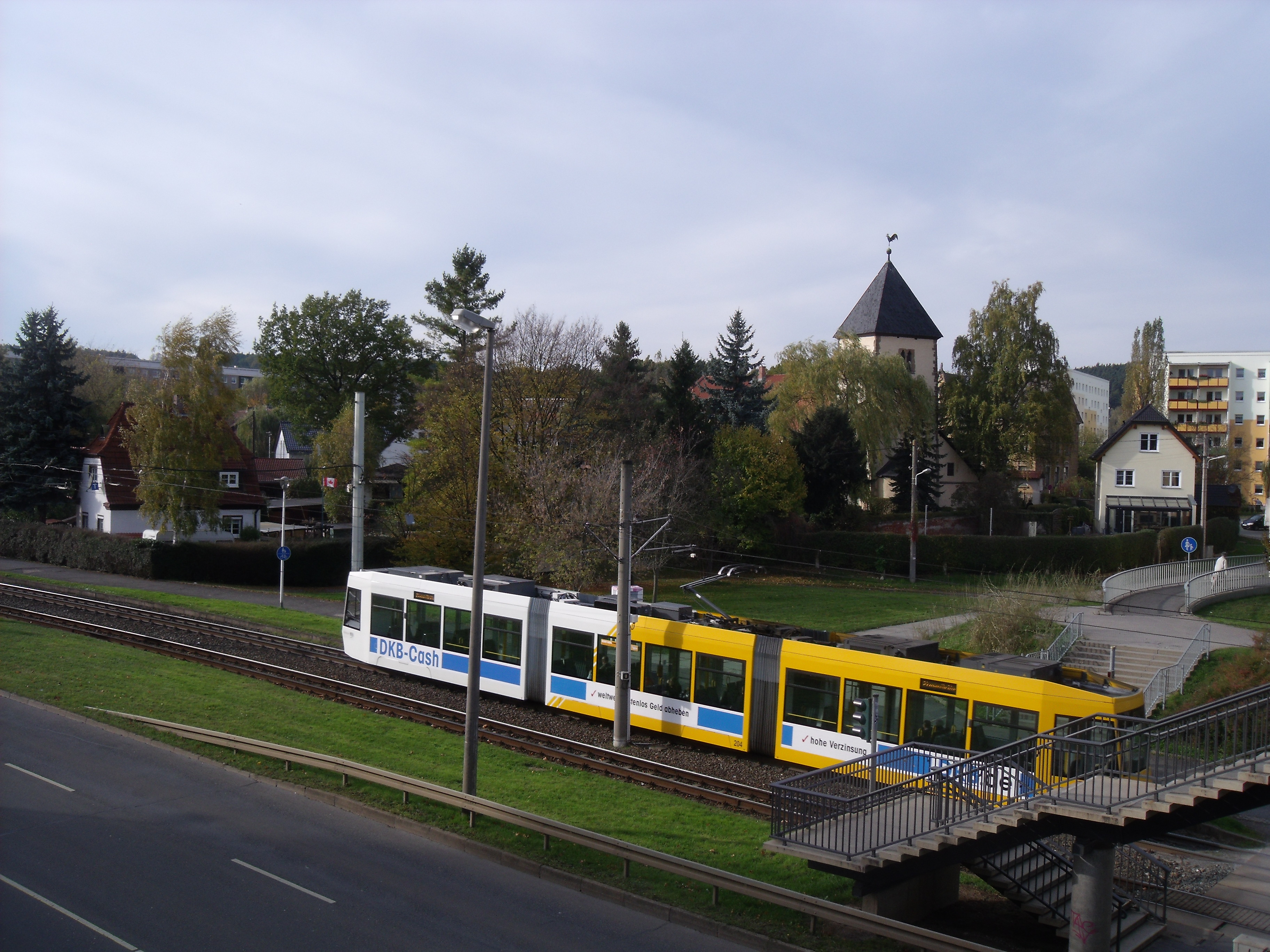
Blick nach Alt-Lusan mit der Kirche St. Ursula (2010)
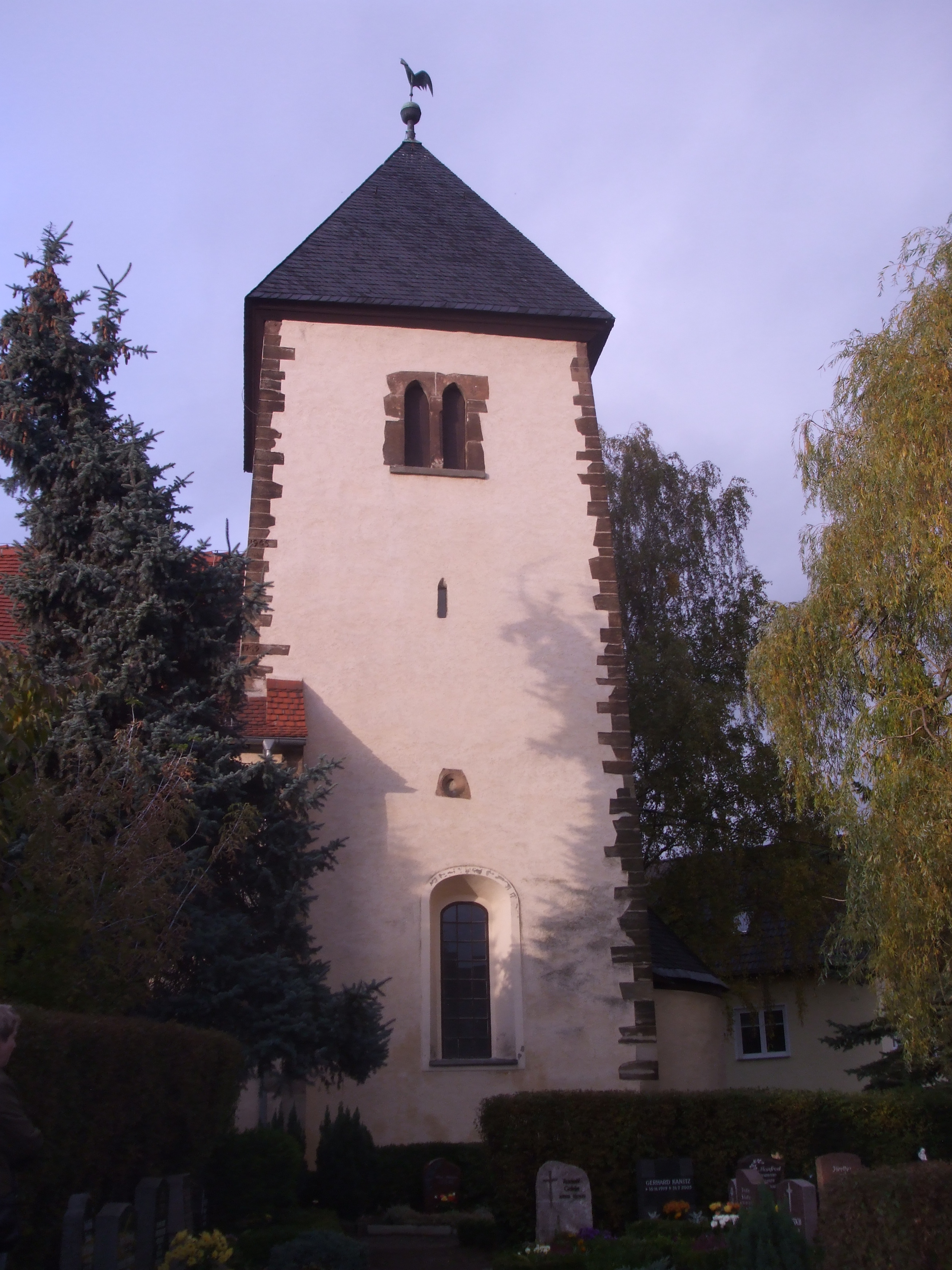
Turm der Dorfkirche St. Ursula (2009)
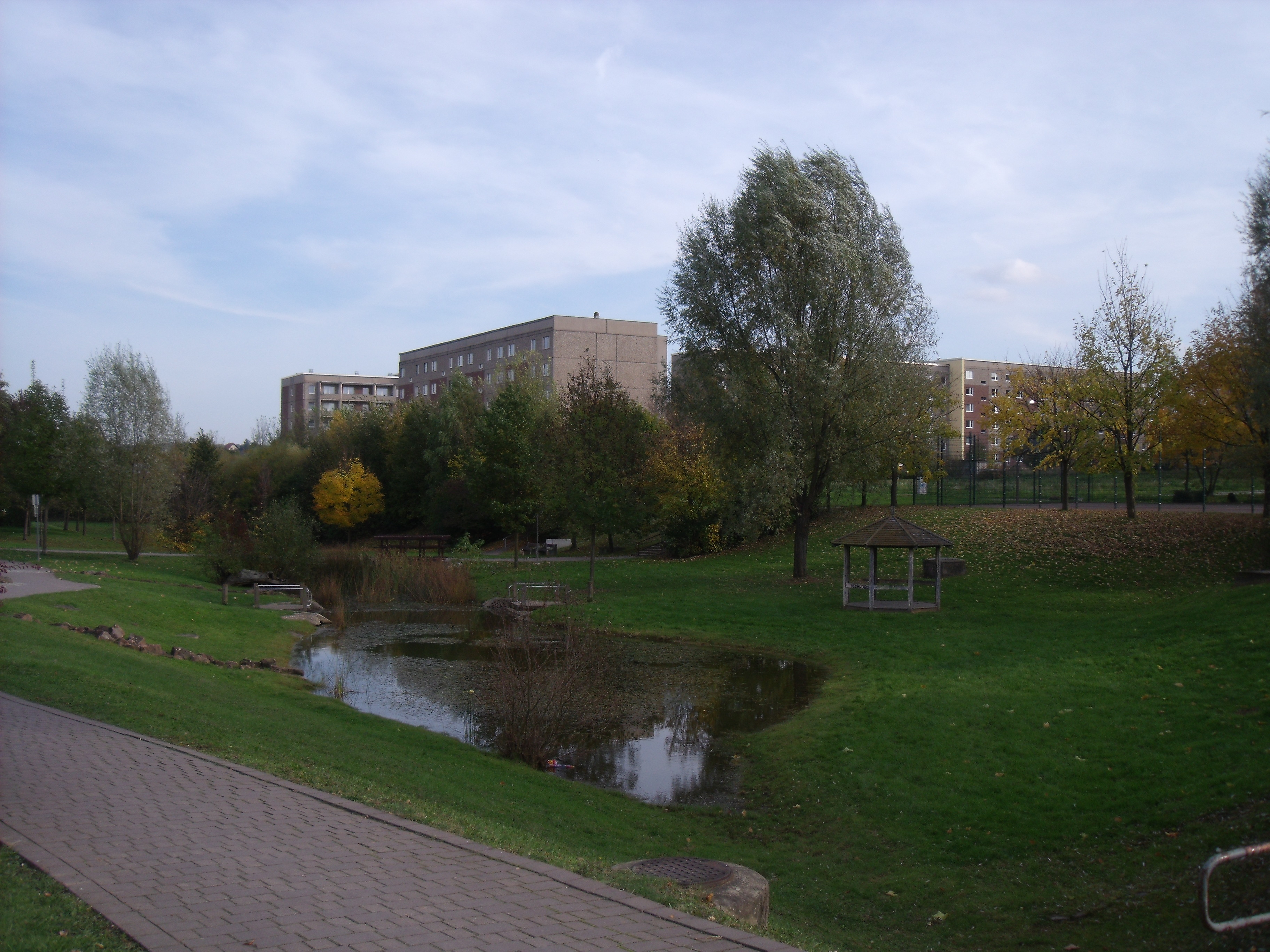
Naherholungsgebiet Brütetal (2010)
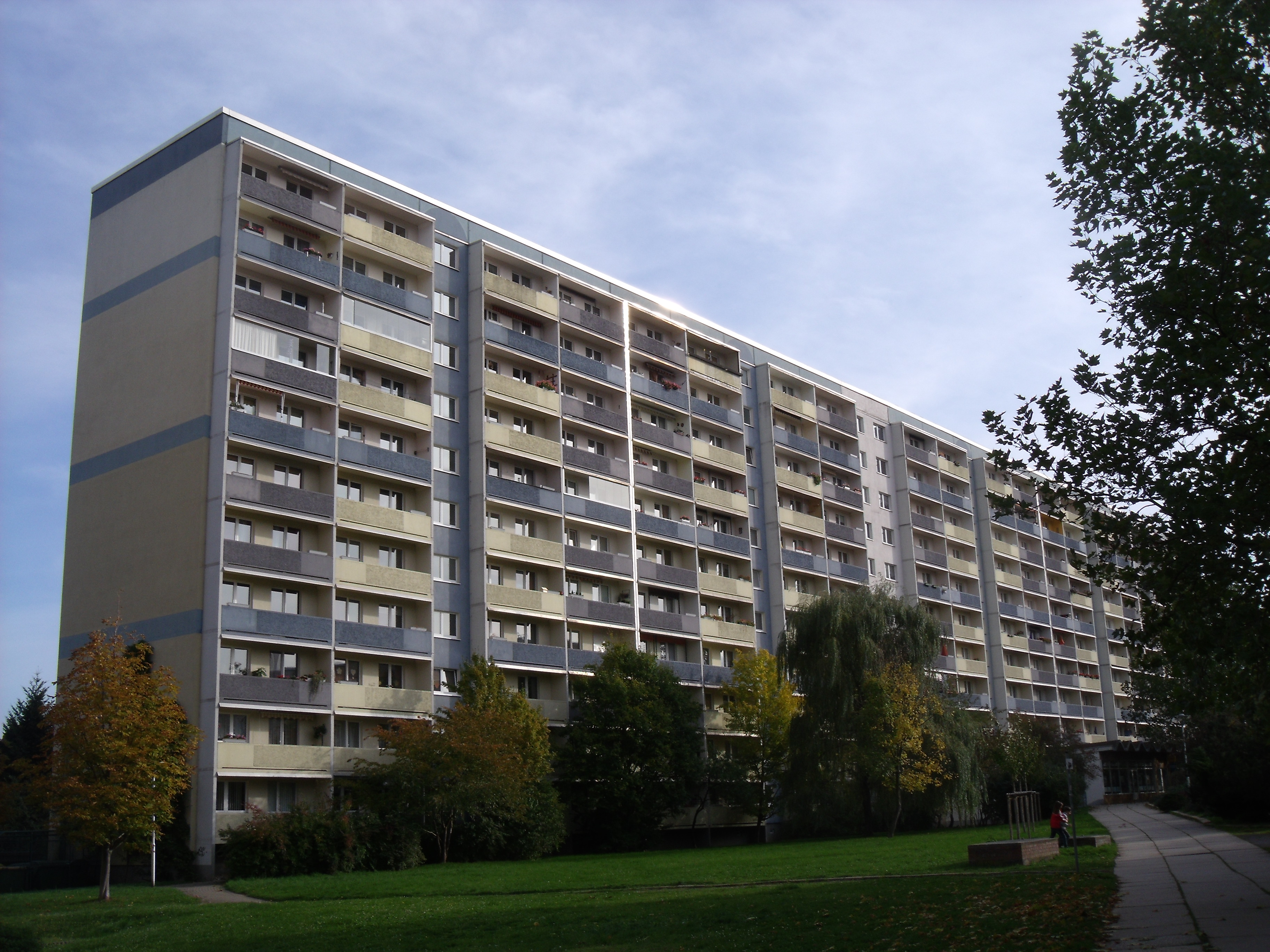
Wohnblock in der Kastanienstraße (2010)
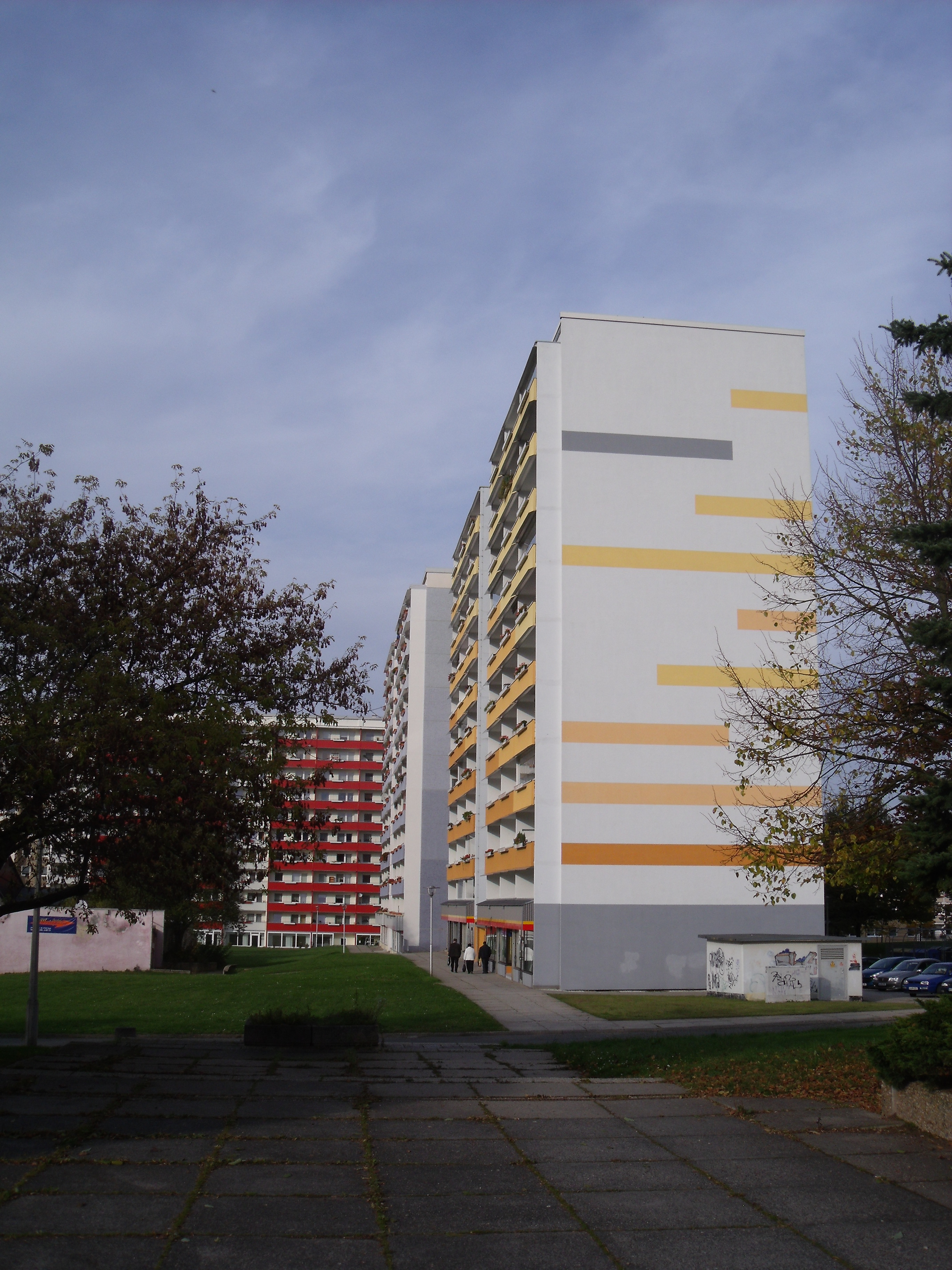
Modernisierte Plattenbauten 2010
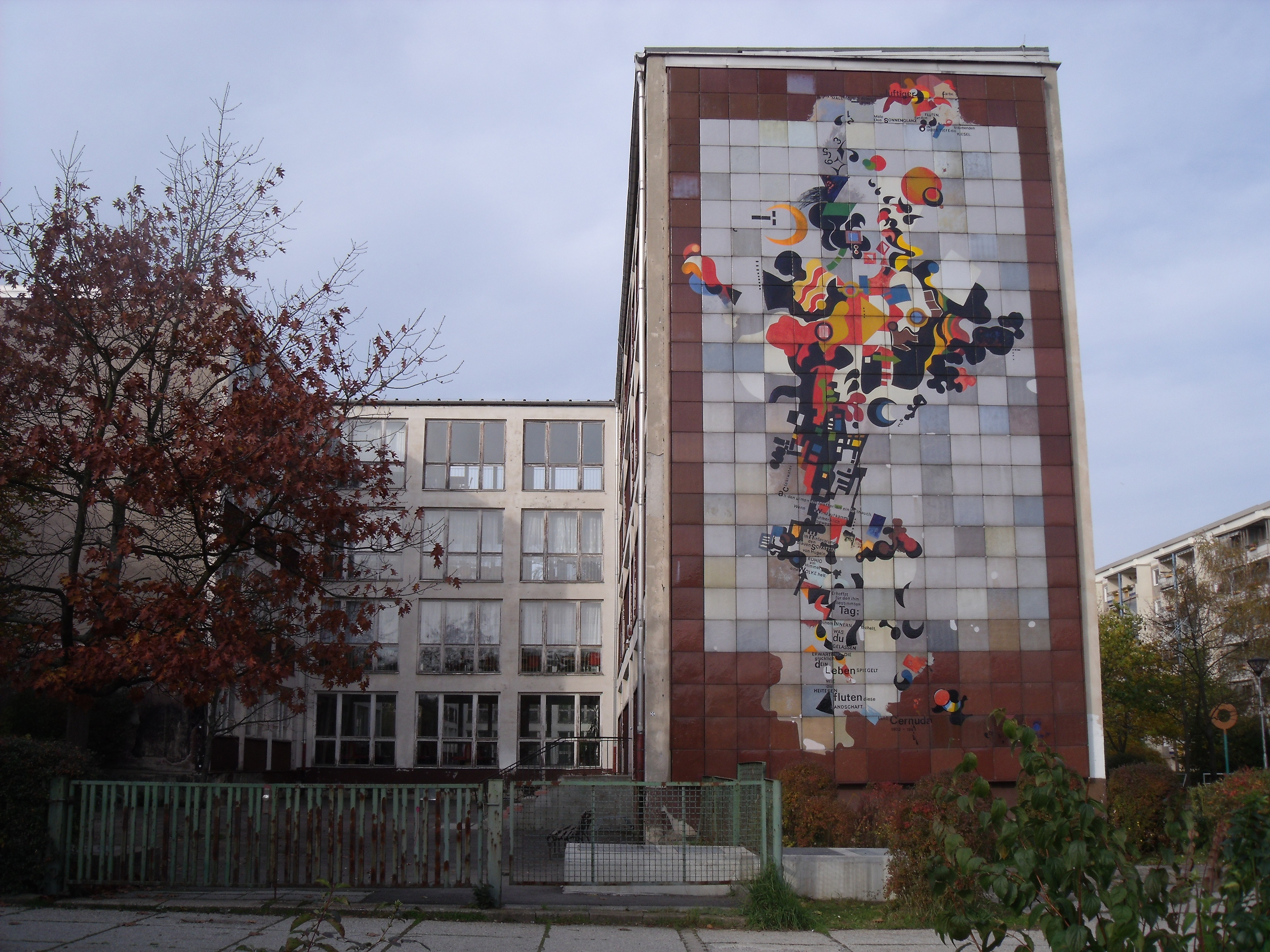
Fassadenmosaik an der Gesamtschule vor der Modernisierung

## Politik
Ortsteilbürgermeister ist seit 2024 Christian Klein (CDU).